# Vinterguadalupestormsvala
Vinterguadalupestormsvala (Hydrobates cheimomnestes) är en fågel i familjen stormsvalor inom ordningen stormfåglar. Den förekommer utanför Baja California i västra Mexiko och behandlades fram tills nyligen som en underart till klykstjärtad stormsvala.

## Utseende
Vinterguadalupestormsvala är en medelstor stormsvala, ungefär 18 centimeter i kroppslängd. Den har relativt långa trubbspetsade vingar och en medellång kluven stjärt. Kroppsfärgen är mörkt sotbrun som på avstånd ser ut som svart. Övergumpen är vit och U-formad, i mitten ett mörkare diffust område. Näbb, ben och fötter är svarta och fötterna sticker inte utanför stjärten i flykten.

## Utbredning
Vinterguadalupestormsvala häckar vintertid på skär utanför Guadalupeön utanför västra Mexiko. Utbredningsområdet utanför häckningstid är dåligt känt men sprider sig tydligen i östra Stilla havet, åtminstone så långt som till Galápagosöarna.

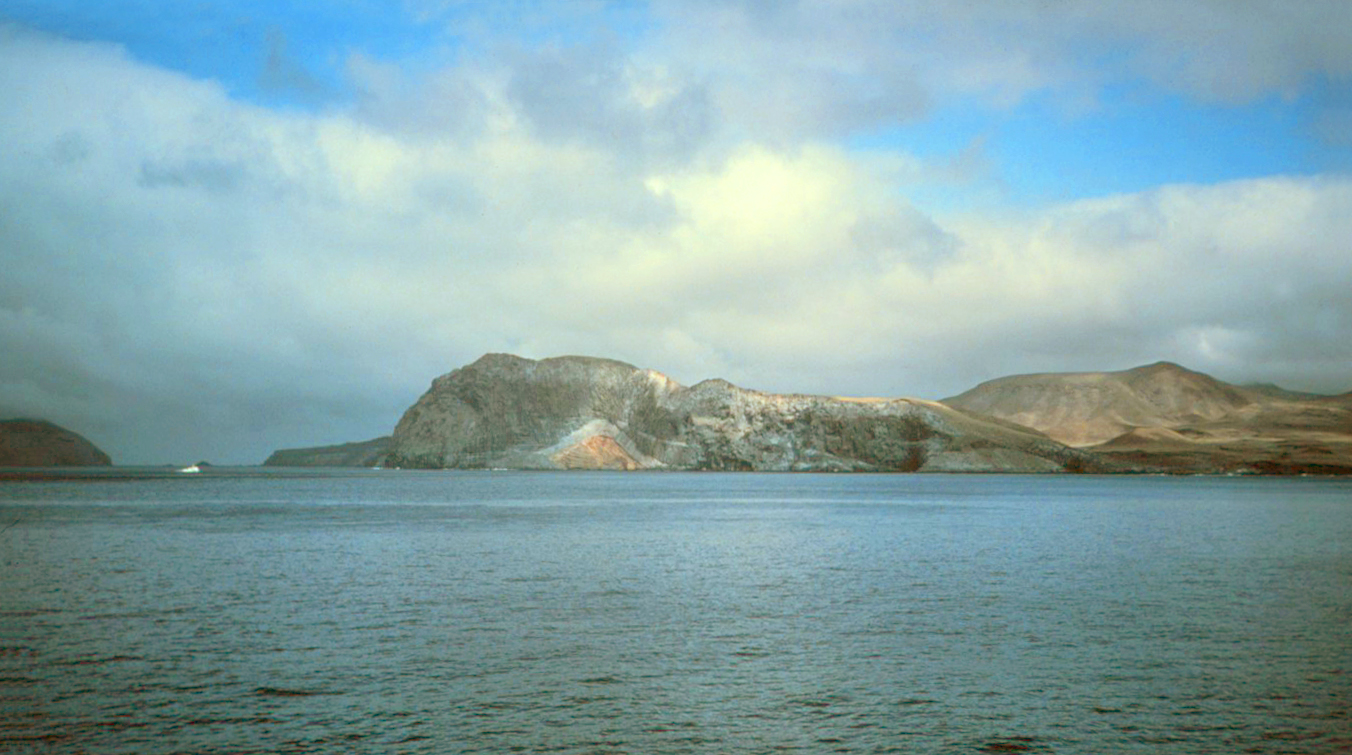
Vinterguadalupestormsvala häckar endast vintertid på Guadalupeön.

## Systematik
Ursprungligen beskrevs arten som en underart till klykstjärtad stormsvala (Hydrobates leucorhous), på basis av fysiologi, morfologi och läte, skild från sommarguadalupestormsvala som häckar på samma ö sommartid, medan vinterguadalupestormsvala häckar vintertid. Numera urskiljs den oftast som egen art, bland annat baserat på skillnader i läten.

## Släktestillhörighet
Tidigare placerades arten i släktet Oceanodroma. DNA-studier visar dock att stormsvalan (Hydrobates pelagicus) är inbäddad i det släktet. Numera inkluderas därför arterna Oceanodroma i Hydrobates, som har prioritet.

## Levnadssätt
Fågeln tillbringar mycket tid på öppet hav där dess beteende troligen liknar klykstjärtad stormsvala. Under häckningssäsongen ses den i farvatten utanför Baja California. Vid häckningskolonin är arten nattlevnade. Den häckar i klippskrevor och bohålor.

## Status
Internationella naturvårdsunionen IUCN kategoriserar arten som sårbar med tanke på att den endast häckar på tre små öar. Världspopulationen uppskattas till mellan 2 500 och 10 000 vuxna individer.

## Namn
Det vetenskapliga artnamnet cheimnonestes syftar på att arten häckar på vintern. Den har även kallats ainleystormsvala efter ornitologen David Ainley som först beskrev taxonet.